# Чепилиевка
Чепилие́вка (укр. Чепилії́вка) — село, входит в Белоцерковский район Киевской области Украины.
Население по переписи 2001 года составляло 784 человека. Телефонный код — 4563.

## История
Чепилиевка, село в Киевской области. На сев. окраине села, на мысу, городище из двух укрепленных частей. Первая занимает оконечность мыса. Овальная в плане (площадь — 0,13 га) площадка обнесена по периметру валом, а с напольной (южн.) стороны ещё двумя валами и рвами. Возможно, тройная линия укреплений обрамляла всю площадку. С Юга к первому укреплению примыкает вторая площадка (площадь — 0,3 га), почти полностью уничтоженная карьером. Её также защищал подковообразный вал. Культурный слой содержит редкие обломки древнерусской (XII—XIII вв.) гончарной керамики, кости животных.

## Местный совет
09173, Киевская обл., Белоцерковский р-н, с. Сухолесы, ул. Гагарина, 2